# 哈巴罗夫斯克1号站
哈巴羅夫斯克1號站（羅馬化：Stantsia Khabarovsk-1）位于哈巴罗夫斯克边疆区首府哈巴羅夫斯克（伯力），是哈巴羅夫斯克的主要铁路客运站，距莫斯科雅罗斯拉夫尔站8522.8公里。本站1897年投入使用。

## 列车
- 1（2）次列车（俄罗斯号）：莫斯科 - 海参崴 - 平壤
- 5（6）次列车（海洋号）：哈巴罗夫斯克 - 海参崴
- 7（8）次列车：新西伯利亚 - 海参崴
- 35（36）次列车：哈巴罗夫斯克 - 海兰泡
- 61（62）次列车：莫斯科 - 海参崴
- 113（114）次列车：哈巴罗夫斯克 - 太平洋站
- 207（208）次列车：新库兹涅茨克 - 海参崴
- 325（326）次列车：哈巴罗夫斯克 - 涅留恩格里
- 351（352）次列车：海参崴 - 苏维埃港
- 663（664）次列车：哈巴罗夫斯克 - 切格多明
- 667（668）次列车（青年号）：哈巴罗夫斯克 - 共青城